# سعد بن معاذ
ابوعمرو سعد بن مُعاذ (به عربی: سعد بن معاذ بن نعمان بن امرئ القیس بن زید بن عبد الأشهل) (۳۲ قبل از هجرت - ۵ (قمری)) از اصحاب محمد و رئیس قبیله اوس و از طایفه عبدالاشهل این قبیله بود که پس از بیعت عقبه اول،یک سال پیش از هجرت،به دست مصعب بن عمیر و پسر خاله خودش اسعد بن زراره در مدینه اسلام آورد و به تبعیت از او، تمام خاندانش مسلمان شدند. وی در غزوه‌های بدر ،احدو خندق جنگید و از نزدیکان و مستشاران محمد بود
در جریان پیمان‌شکنی بنی‌قریظه و پس از شکست وی از سربازان اسلام، سعد به عنوان حَکَمِ ایشان انتخاب شد. در غزوه خندق زخمی شد ویک ماه بعد از این زخم درگذشت و نقل شده که محمد گفت که در تشییع جنازهٔ وی هزاران مَلَک شرکت داشته‌اند. در منابع اهل سنت،در صحیح بخاری به نقل از جابر ابن عبدالله از محمد آمده‌است که مرگ وی عرش الهی را به لرزه درآورده است.اما شیخ صدوق از شیعیان در کتاب معانی الاخبار در این باره چنین نقل کرده است: به جعفر صادق عرض کردند که اهل سنت معتقدند که عرش رحمان از مرگ سعد بن معاذ به لرزه درآمده است. جعفر صادق گفت: پیامبر فرمود که عرشی (تختی) که سعد بر آن بود به لرزه افتاد، اما ایشان توهم کردند که منظور پیامبر عرش الهی بوده است.